# Palpomyia afra
Palpomyia afra är en tvåvingeart som beskrevs av Maurice Emile Marie Goetghebuer 1948. Palpomyia afra ingår i släktet Palpomyia och familjen svidknott.
Artens utbredningsområde är Kongo. Inga underarter finns listade i Catalogue of Life.